# Todor Vladimirov
Todor Vladimirov (Bulgaars : Тодор Владимиров) (Sofia, 21 mei 1895 - aldaar, 23 januari 1978) was een Bulgaars voetballer. Hij heeft gespeeld bij Slavia Sofia.

## Loopbaan
Vladimirov maakt zijn debuut in Bulgarije in 1924 en hij heeft een doelpunt gescoord. Hij maakte deel uit van de selectie voor het voetbaltoernooi op de Olympische Zomerspelen 1924. Hij werd met Bulgarije 12e plaats.
Vladimirov overleed op 23 januari 1978.